# KGM Torres
KGM Torres, раніше відомий як SsangYong Torres — це середньорозмірний кросовер, що виробляється KG Mobility (раніше SsangYong Motor) з 2022 року.  
Поділяючи ту саму платформу, що й Korando, модель позиціонується між Korando і Rexton і має міцний позашляховий стиль.  Він був випущений у червні 2022 року, а електричний варіант був випущений у 2023 році з запланованим експортом до Європи. 
Транспортний засіб названо на честь національного парку Торрес-дель-Пайне в чилійській Патагонії, Південна Америка.

## Torres EVX
Torres EVX (відомий у розробці як проект U100) — це електрична версія Torres, яка дебютувала 30 березня 2023 року на Сеульському автосалоні разом із великою кількістю концептів і серійних моделей, будучи першим автомобілем під брендом KGM після загальної зміни назви з SsangYong на KG Mobility. 

Зовні ця модель відрізняється від свого побратима з бензиновим двигуном завдяки оновленій передній частині, яка є еволюцією мови дизайну «Powered by Toughness», характерної для електромобілів. Torres EVX отримав спеціальний дизайн інтер’єру з плаваючою панеллю екранів і відсутністю зв’язку між підлокітником і панеллю приладів.   

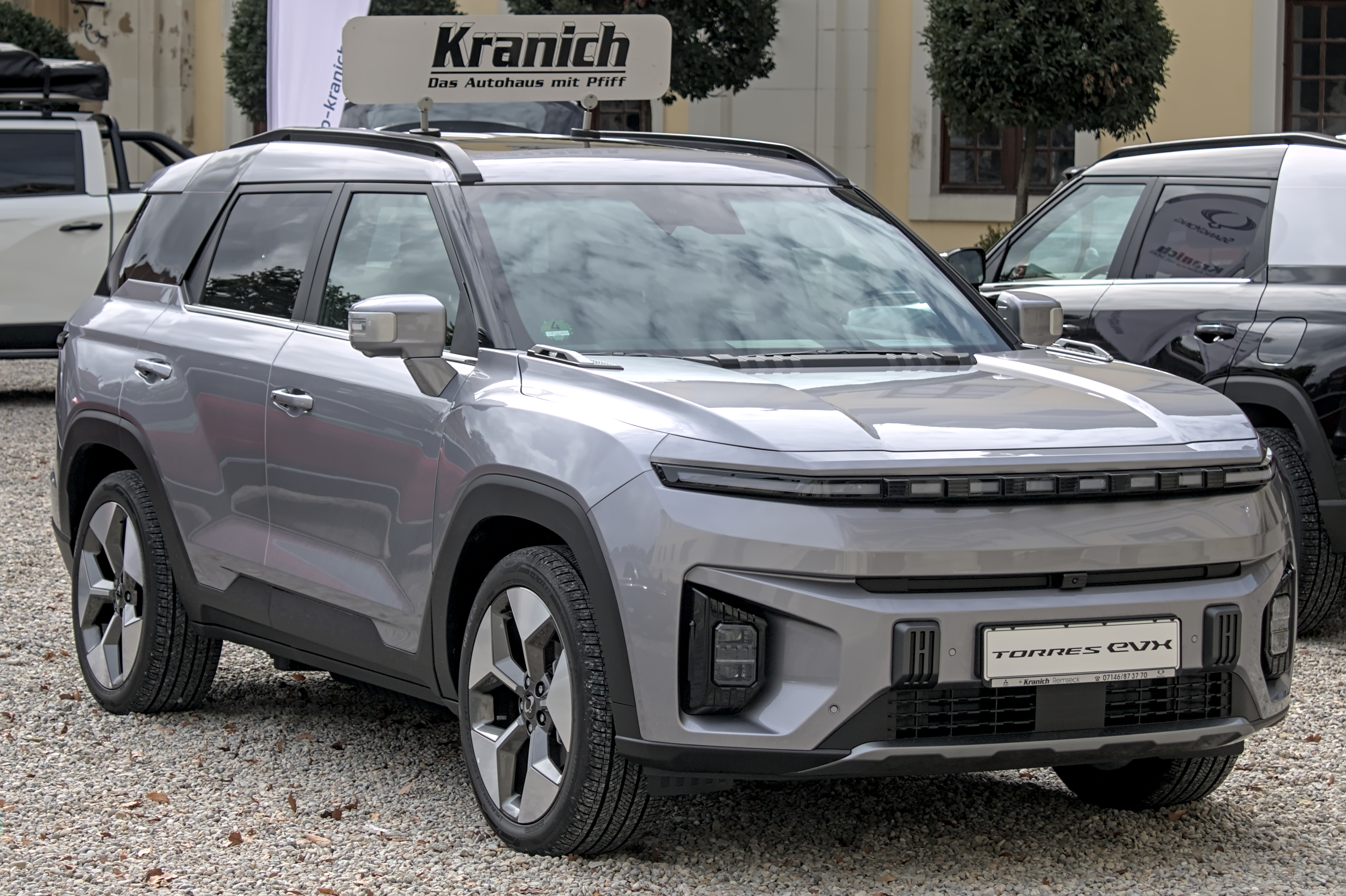
Torres EVX
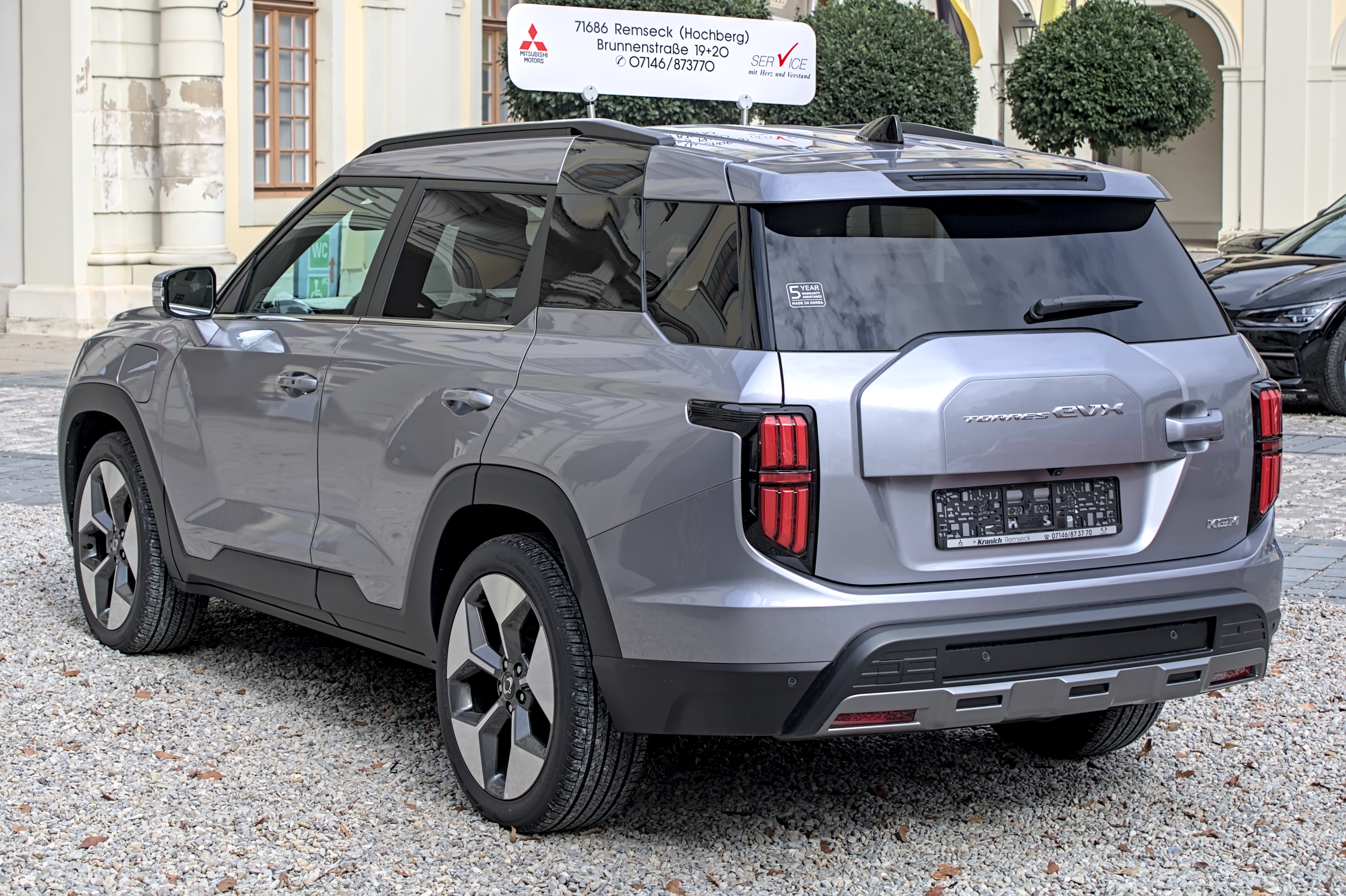
Вид ззаду
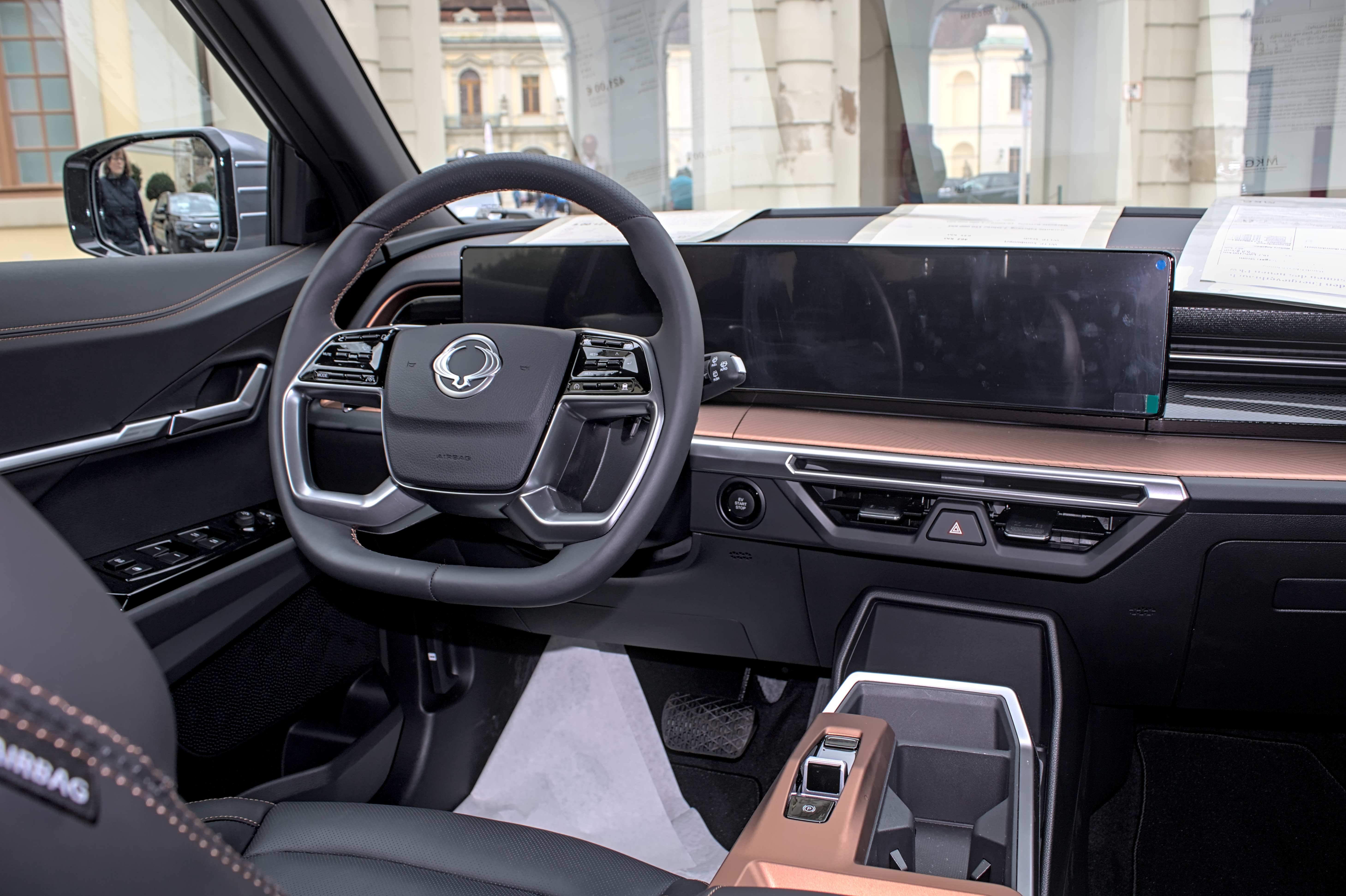
Інтер’єр